# ستيف جون شيبرد
ستيف جون شيبرد (بالإنجليزية: Steve John Shepherd)‏ هو ممثل بريطاني، ولد في 1 سبتمبر 1973 بلندن في المملكة المتحدة.

## وصلات خارجية
- ستيف جون شيبرد على موقع IMDb (الإنجليزية)
- ستيف جون شيبرد على موقع قاعدة بيانات الفيلم (الإنجليزية)